# Nepenthes khasiana
Nepenthes khasiana este o specie de plante carnivore din genul Nepenthes, familia Nepenthaceae, ordinul Caryophyllales, descrisă de Joseph Dalton Hooker. Conform Catalogue of Life specia Nepenthes khasiana nu are subspecii cunoscute.

## Galerie de imagini

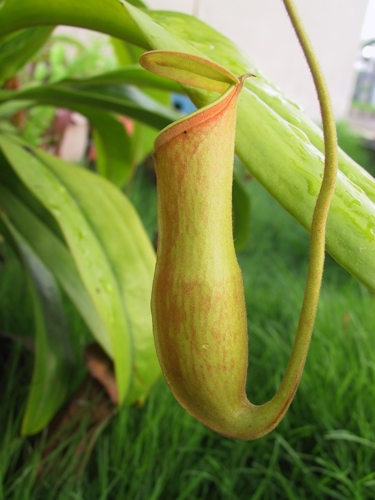
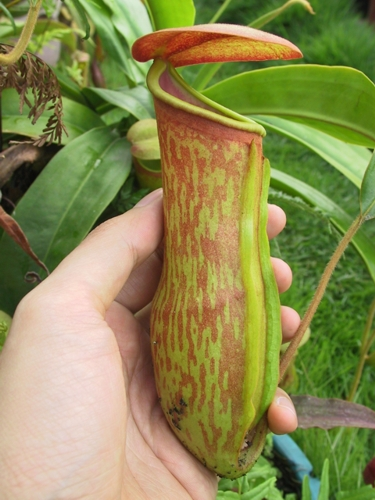
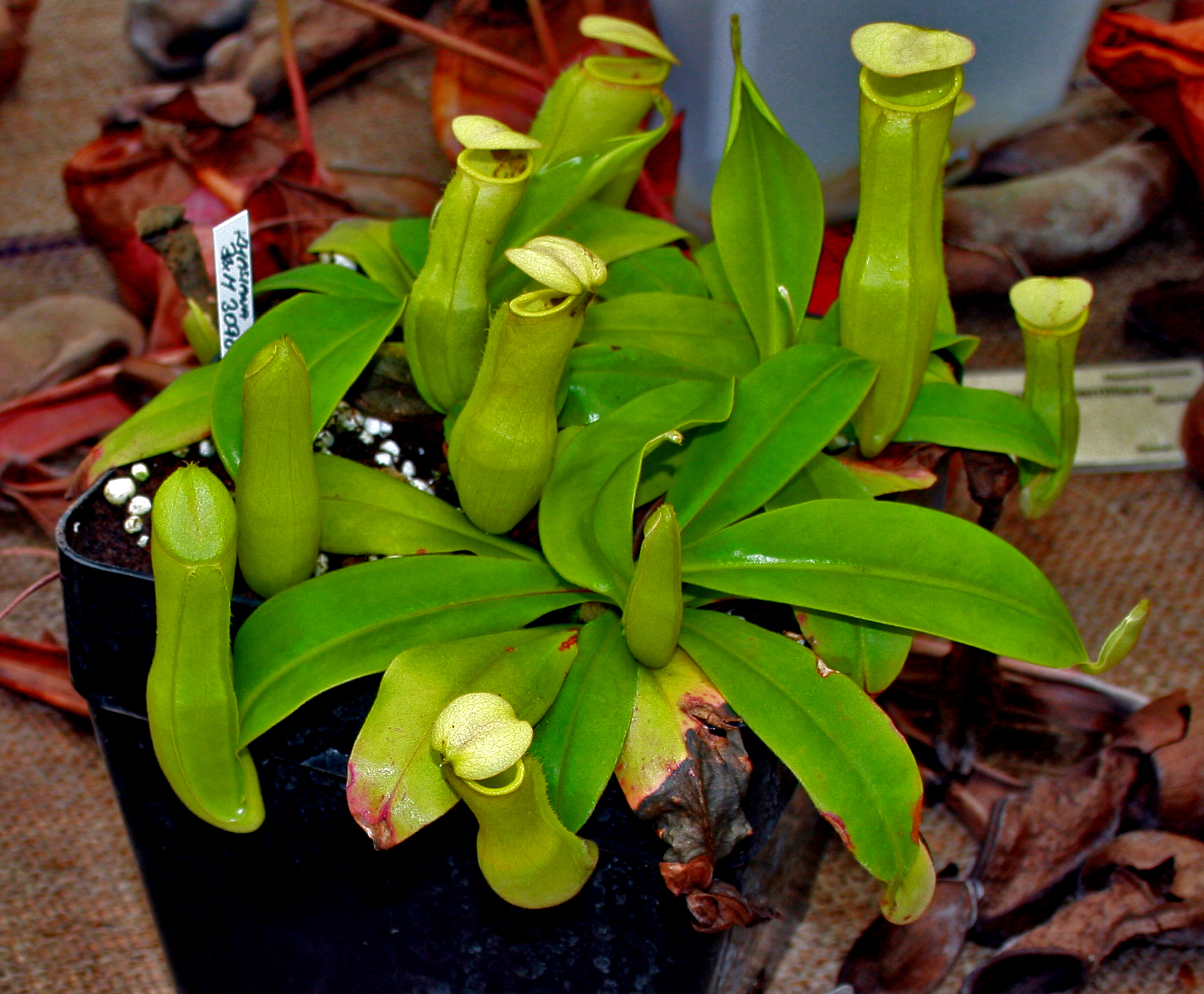
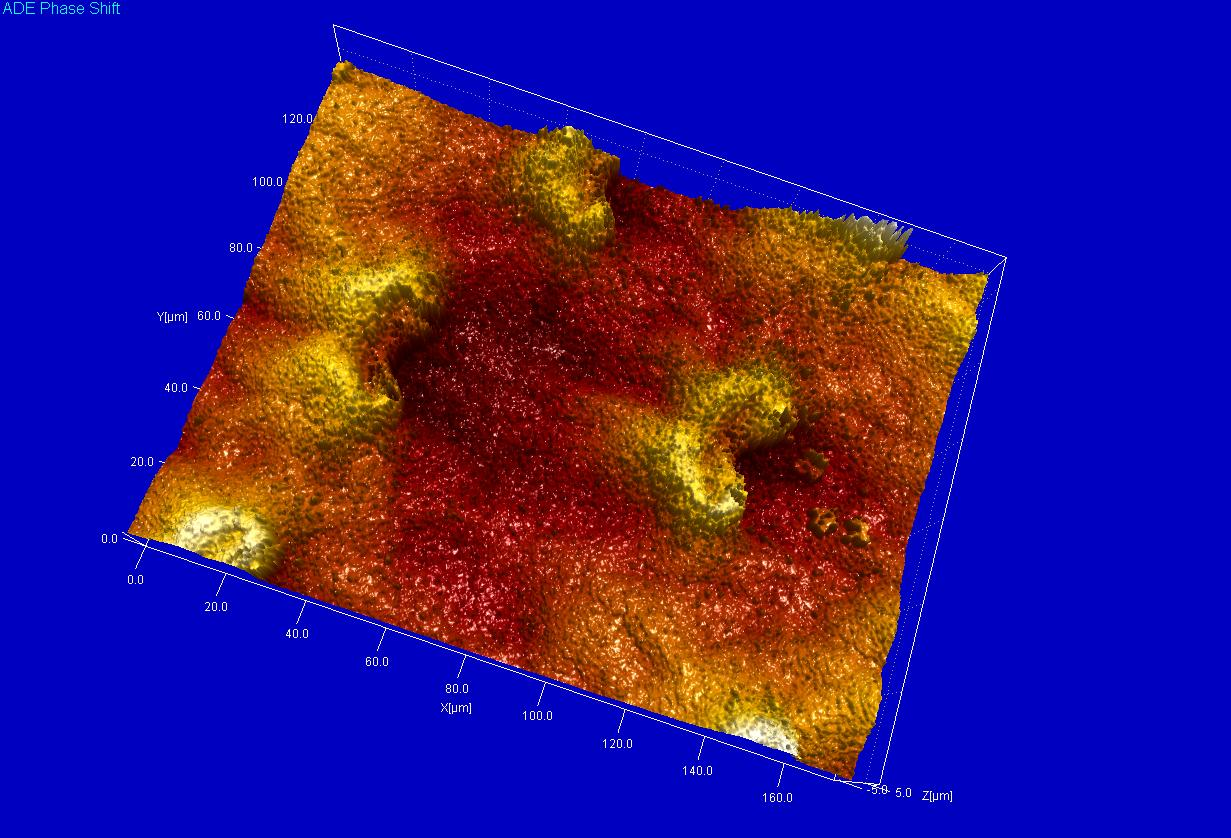
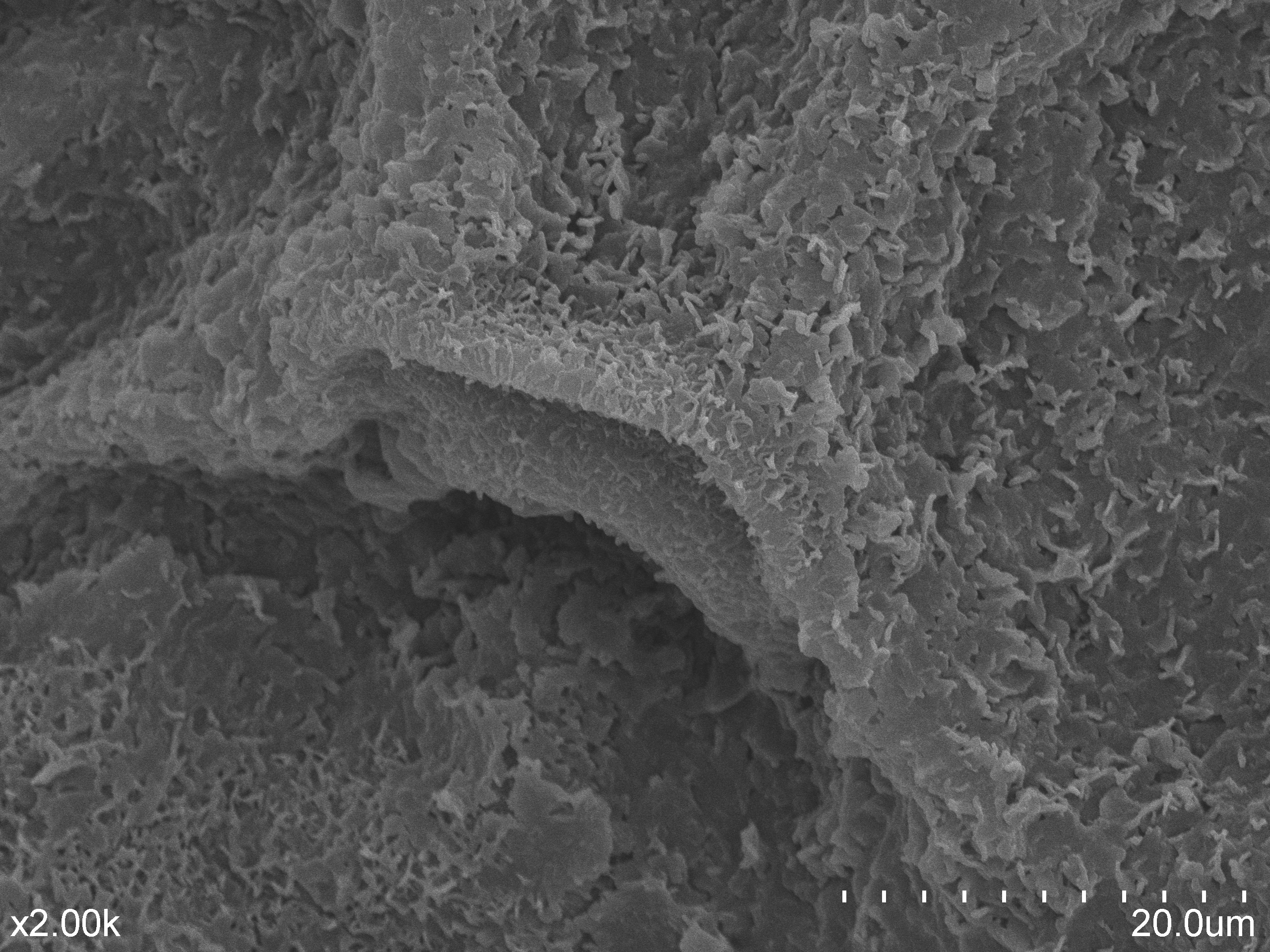
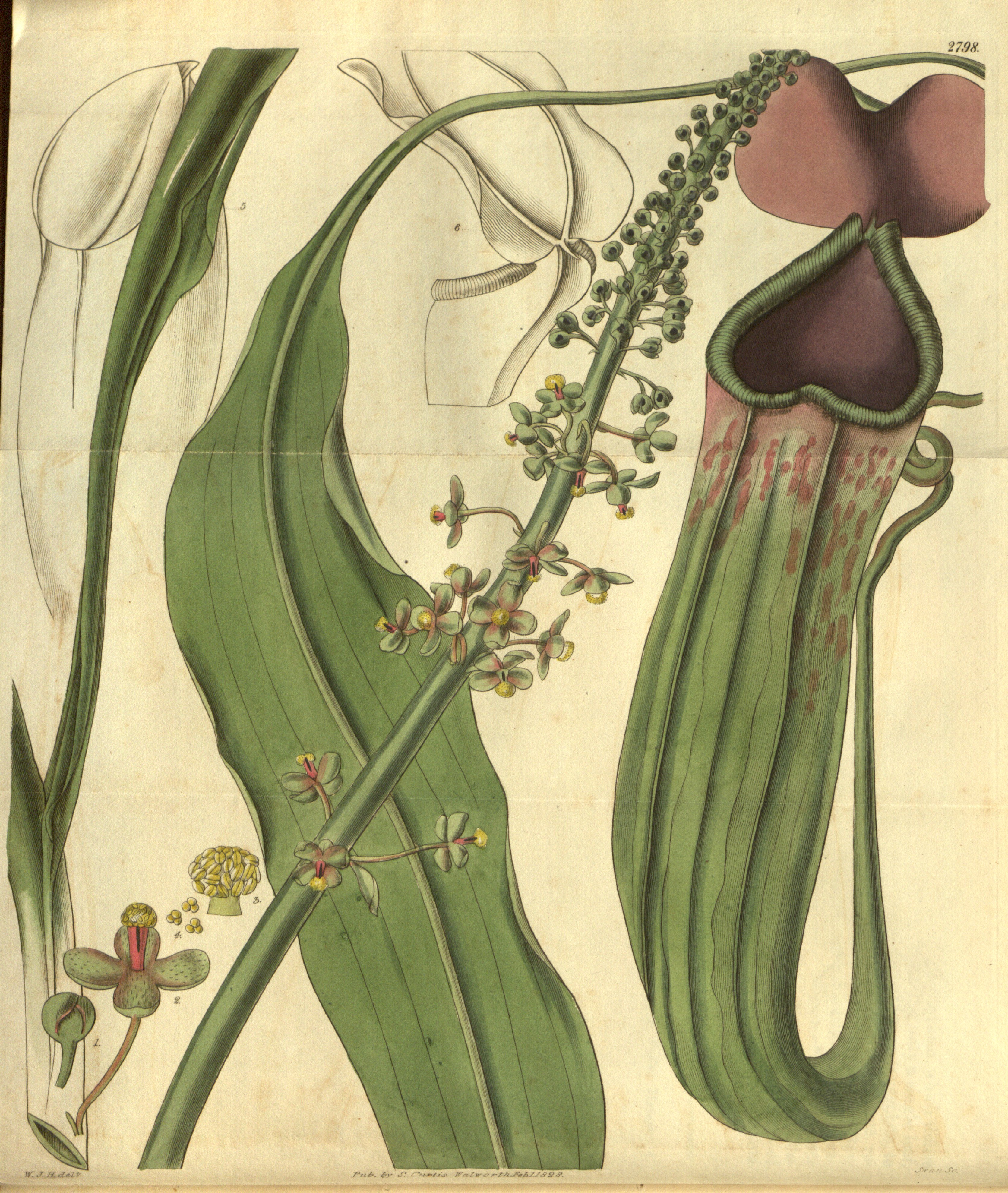